# Ocherétine
Ocherétine (en ucraniano: Очеретине, romanizado: Ocherétyne; en ruso: Очеретино, romanizado: Ocherétino) es un pueblo ucraniano perteneciente al óblast de Donetsk. Situado en el este del país, es parte del raión de Pokrovsk y del municipio (hromada) de Ocherétine.
El pueblo se encuentra ocupado por Rusia desde el 27 de abril de 2024, en el marco de la invasión rusa de Ucrania.

## Geografía
Ocherétine se encuentra unos 35 km al noroeste de Donetsk. 

## Historia
Ocherétine se fundó en 1880 en relación con la construcción de un ferrocarril y una estación. Antes de la revolución de octubre de 1917, en el pueblo funcionaba una fábrica de ladrillos, cuyo propietario era Vasil Malashko (padre del atamán Mijáilo Malashko).
El pueblo obtuvo en 1957 el estatus de asentamiento de tipo urbano.
El 9 de diciembre de 2014, tras los acontecimientos relacionados con la guerra del Dombás, la Rada Suprema de Ucrania, trasladó los edificios administrativos y el gobierno del raión de Yasinuvata a Ocherétine. Como resultado, Ocherétine fue el centro administrativo de facto del raión hasta que fue abolida el 18 de julio de 2020 como parte de la reforma administrativa de Ucrania, que redujo el número de raiones del óblast de Donetsk a ocho, de las cuales solo cinco estaban controladas por Ucrania, y fue incorporada al raión de Pokrovsk. En 2023, Ocherétine perdió el estatus de asentamiento de tipo urbano en la legislación ucraniana debido a la eliminación de este estatus administrativo.
Tras la invasión rusa de Ucrania, la estación fue destruida por un bombardeo ruso el 10 de octubre de 2023.El 27 de abril de 2024, Rusia consiguió ocupar Ocherétine tiempo después de la caída de Avdíivka.

## Demografía
La evolución de la población de Ocherétine entre 1989 y 2022 fue la siguiente:
| 4525                                                          | 3686 | 3652 | 3573 | 3474 | 3378 |
| (Fuente: Cities & Towns of Ukraine y UKRAINE: Größere Städte) |      |      |      |      |      |

Según el censo de 2001, la lengua materna de la mayoría de los habitantes, el 54,52%, es el ruso; del 44,67% es el ucraniano.

## Infraestructura

### Transporte
La estación de trenes de Ocherétine se encuentra en el centro de las líneas Donetsk-Pokrovsk y Pokrovsk-Jórlivka. Ocherétine está cerca de la autovía H20 .